# ماورو بالدي
ماورو بالدي (بالإيطالية: Mauro Baldi)‏ مواليد 31 يناير 1954 في ريدجو إميليا، هو سائق فورملا 1 إيطالي سابق كان قد بدأ مسيرته الاحترافية سنة 1982. كان أول سباق له هو جائزة جنوب أفريقيا الكبرى 1982. خاض خلال مسيرته 41 سباقاً.

## سباقات شارك فيها
- لو مان 24 ساعة
- بطولة العالم للسيارات الرياضية
- البطولة الأمريكية لسباق السيارات

## روابط خارجية
- ماورو بالدي على موقع Racing-Reference.info (الإنجليزية)
- ماورو بالدي على موقع DriverDB.com (الإنجليزية)
- ماورو بالدي على موقع CONI honoured athlete website (الإيطالية)